# Dhumakanal, Indi
Dhumakanal là một làng thuộc tehsil Indi, huyện Bijapur, bang Karnataka, Ấn Độ.